# ГЕС Дегерфорсен
ГЕС Дегерфорсен — гідроелектростанція у центральній частині Швеції. Розташована між ГЕС Гульселе (вище за течією) та ГЕС Еденфорсен, входить до складу каскаду на річці Онгерманельвен (у верхній течії Aselealven), яка впадає в Ботнічну затоку Балтійського моря за півтори сотні кілометрів на південний захід від Умео.
Для роботи станції, введеної в експлуатацію у 1965 році, річку перекрили греблею висотою 18 метрів. У 2010-х роках в межах програми з підвищення безпеки на річці Онгерманельвен до споруди додали ще один водопропускний шлюз, що суттєво збільшило можливості по пропуску надлишкової води під час повені.
Інтегрований у греблю машинний зал обладнали двома турбінами типу Каплан загальною потужністю 62 МВт, які при напорі у 24 метри забезпечували виробництво майже 0,3 млрд кВт-год електроенергії на рік. В 2010-х роках компанії Andritz замовили модернізацію гідроагрегатів з доведенням потужності кожного до 39 МВт.
Відпрацьована вода потрапляє у відвідний канал довжиною 1,3 км, який тягнеться паралельно руслу Онгерманельвен праворуч від нього.